# 香港電訊
香港電訊（上市代號：6823）是香港的電訊服務供應商，透過固網、寬頻、流動通訊及媒體娛樂服務，提供獨特的「四網合一」體驗，提供的服務包括本地電話、本地數據及寬頻、國際電訊、流動通訊、媒體娛樂、企業方案，以及客戶器材銷售、外判服務、顧問服務及客戶聯絡中心等其他電訊服務。
香港電訊是全港首家推出5G網絡的本地流動通訊營運商。香港電訊的5G網絡以橫跨各頻帶的大量5G頻譜為基礎，並配合旗下的光纖回程網絡，另有結合5G、雲端運算、物聯網及人工智能等新技術。
香港電訊以香港為總部，共聘用約15,900名員工，業務據點遍及內地以及世界其他國家及地區。
香港電訊信託與香港電訊有限公司的股份合訂單位在香港聯合交易所有限公司上市。
香港電訊有限公司是一家於開曼群島註冊成立的有限公司。

## 早期歷史（香港電話公司年代）

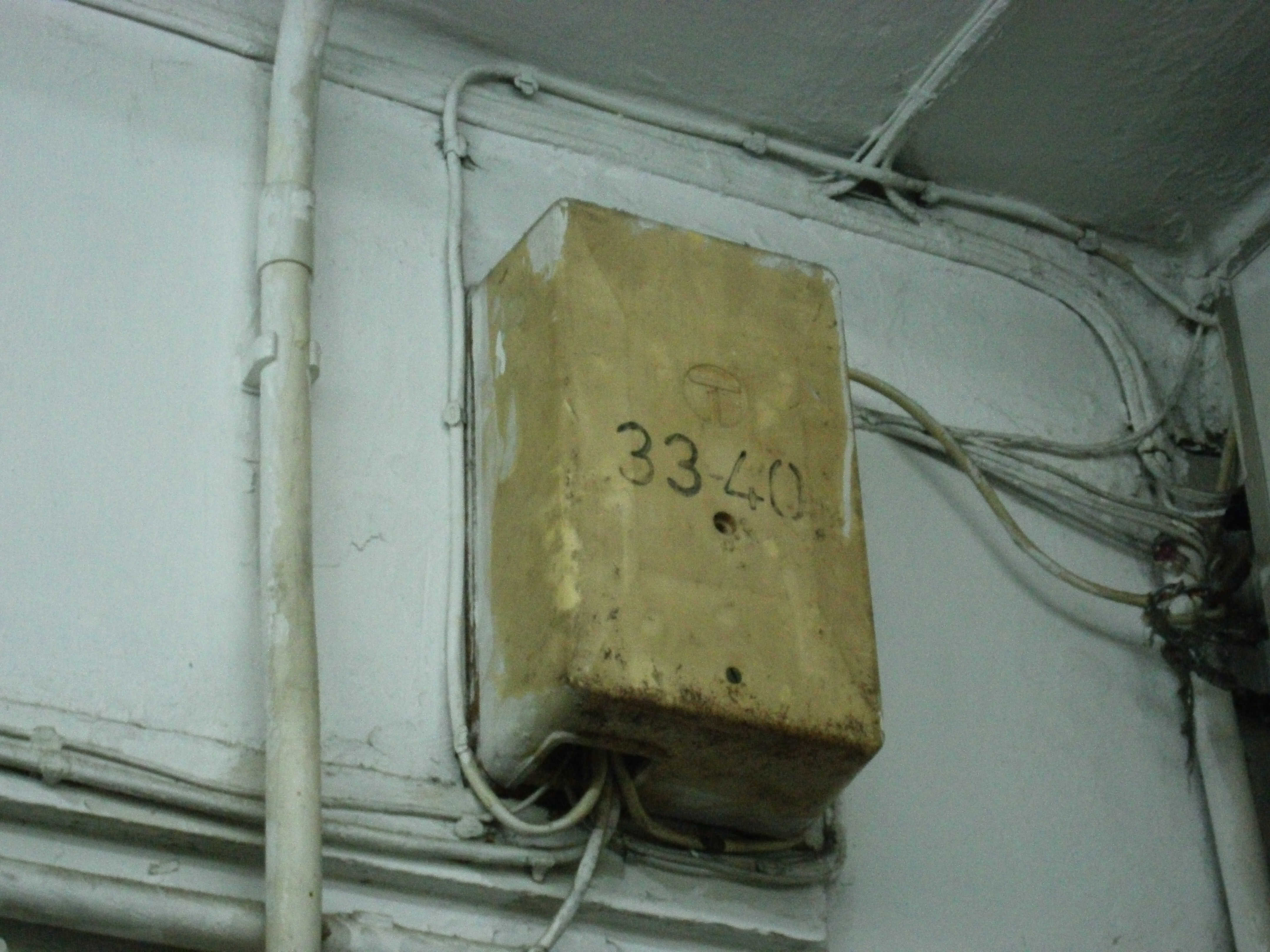
帶「香港電話公司」標誌的配線箱（攝於2013年）

早在1877年，貝爾取得電話專利後一年，香港便引進電話服務。1882年，東方電話電力公司（Oriental Telephone and Electric Company）成立，提供公共電話服務，後來這公司易名為中日電話電力公司（China and Japan Telephone and Electric Company）。
香港電話公司於1925年6月24日成立，並於同年收購了中日電話電力。隨後，此公司獲政府發給本地電話網絡五十年的專營權，有關專營權受二次大戰日軍入侵的影響，一度中斷，在戰後恢復。1968年，此公司再獲發由1975年開始生效的額外二十年專營權。
在1981年，香港電話公司決定在香港市內鋪設光纖主幹網，為日後香港數據通訊業發展奠下基礎。同年被怡和收购3成半股权。
1983年，旗下子公司通訊服務有限公司（Communication Services Limited，CSL）開始提供流動通訊服務，是為今天香港流動通訊有限公司的前身。
1984年，大東電報局收購香港電話公司。

## 香港電訊年代（1987年至2000年）

1987年時的香港電訊 LOGO

1988-1998年時的香港電訊 LOGO

### 與大東電報局合併

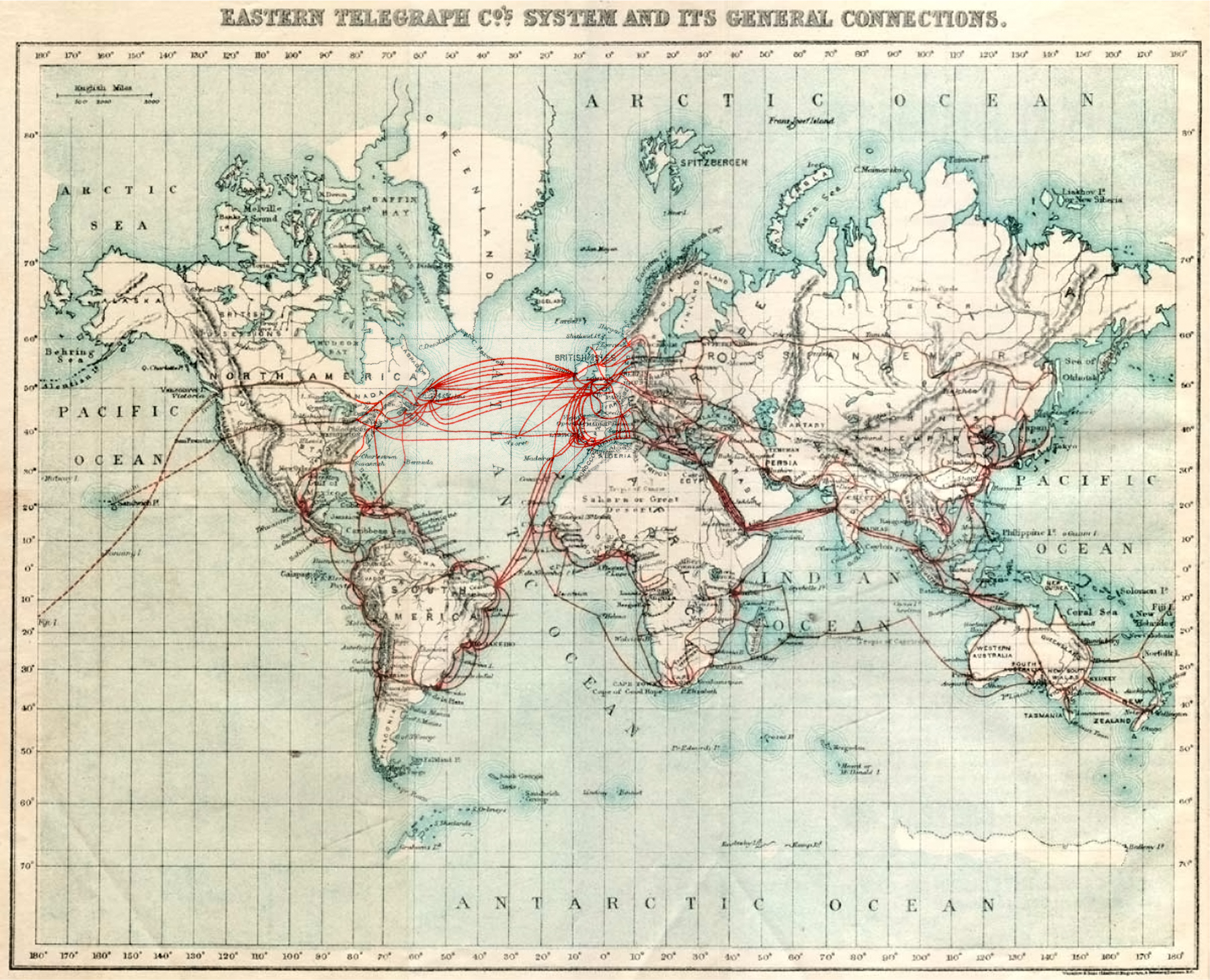
大東電報局1901年的電報網絡

1981 年，大東重組，在香港正式註冊為「大東電報局（香港）有限公司」，英國政府為最大股東。1983 年，香港大東電報局從怡和旗下的置地收購「香港電話公司」，從此香港對內和對外的通訊服務，全由大東包辦。
一直以來，香港電話公司並不擁有香港對外通訊專營權，香港對外通訊由大東電報局（已併入沃達豐）（Cable & Wireless）負責，
香港電訊早於1987年6月17日以Quemado Limited的名義成立，同年年底改組為香港電訊。
在1988年，大東電報局全購香港電話，組成香港電訊有限公司，簡稱香港電訊，香港電話有限公司成為大東旗下的子公司。
1990年，香港電訊重組，分拆出四家全資擁有公司：分別是掌管全香港固網電話的香港電話有限公司、掌管全香港IDD話音及電報服務的香港國際電訊有限公司（前身為大東電報局（香港）有限公司）、掌管全香港流動通訊服務的香港電訊CSL有限公司及掌管全香港互聯網服務的Computasia Limited ，同時中信泰富母公司中信香港以100億港元收購兩成股權。
1994年大東電報局邀請時任國泰航空副董事總經理的張永霖，出任行政總裁，為香港電訊首位華人及末代行政總裁。同年，香港的固網線路數目達到三百萬條。
1995年，香港電話號碼升格為八位之餘，香港電話有限公司亦不能再壟斷香港固網業務，而需要與其他新加入競爭者競爭。
1999年7月19日，香港電訊集團更換香港電話有限公司英文名稱為Cable & Wireless HKT Telephone Limited。
2000年初，大東電報局宣佈更改一個與大東電報局相似的商標及名稱，並於年內完成更換，但同年中大東電報局宣佈把香港電訊售予新加坡電信。消息傳出後在香港引起憂慮，擔心香港最大的電話系統公司會落入競爭對手新加坡當中，中華人民共和國中央人民政府也表示反對把香港電訊售予外資。及後盈科數碼動力加入競投，最終盈動在中國銀行牽頭的銀團提供的110億美元巨額借貸成功收購，使盈動由一間小規模的資訊科技和地產公司搖身一變成為香港規模最大、同時提供固網、無線電話、互聯網等綜合電訊服務以及發展地產的公司，市值超過2,500億港元。兩家公司在同年8月合併成電訊盈科。有傳言認為，該次收購行動，香港及中國中央政府在背後支持，使盈動能透過中資銀行借得巨款收購香港電訊。大東電報局在出售香港電訊後，除現金外還收取了電訊盈科14.7%的股份。

## 電訊盈科年代（2000年至2011年）
2000年盈科數碼動力 Pacific Century CyberWorks Limited（PCCW）與香港電訊合併，曾保留「香港電訊」為其品牌，其後品牌易名為電訊盈科。
香港電訊被盈科數碼動力收購後，香港電話有限公司中文名稱不變，但英文名稱改為PCCW-HKT Telephone Limited。而由於香港電話有限公司，實質擁有電訊盈科旗下的香港固網業務，加上電訊盈科本身的負債較大，因此電訊盈科以香港電話有限公司的資產，申請信貸評級，以及發行債券，為集團進行融資。
其後電訊盈科負債過多，出售CSL予澳洲電訊Telstra，而電訊盈科後則購入SUNDAY經營流動通訊業務。
2006年，電訊盈科藉收購SUNDAY（其後易名為PCCW Mobile Ltd.）來經營第三代流動通訊業務時，亦以香港電話有限公司名義，租用Sunday的網絡，以PCCW Mobile來經營第三代流動通訊網絡。而在2007年，電訊盈科更以香港電話有限公司（而非PCCW Mobile Ltd.）名義獲得香港唯一一個CDMA2000牌照，並於2008年推出相關服務。
2007年中，香港兩間免費無線廣播電視台──無綫電視和亞洲電視（2016年4月2日亞洲電視由香港電視娛樂代替）共同宣佈委任香港電話有限公司，由香港電話全權負責透過大氣電波傳送無綫和亞視旗下香港數碼地面電視廣播頻道訊號的工作。
2008年第四季，電訊盈科完成企業重組，將其電訊服務、媒體及資訊科技服務方案業務組合於香港電訊集團控股（HKTGH）旗下，旨在透過當時新註冊成立的控股公司HKTGH，改善電訊盈科的營運效率。其中香港電話有限公司的業務及資產注入香港電訊有限公司。重組後，實際上香港電話公司已成為一家空殼公司，但其仍為經政府以私人協約方式批出用作營運69個電話機樓的物業的業權持有人。香港電話公司於該等私人協約方式批出物業的權益為象徵性權益，實益權益已於2008年重組時由香港電訊有限公司收購。

## 香港電訊信託（2011年至今）

1999年香港電訊的商標
2000年香港電訊的商標
2001-2011年香港電訊的商標
2011年起香港電訊的商標

2011年11月，電訊盈科將前香港電訊的業務分拆出來設立香港電訊信託。
香港電訊信託（英語：HKT Trust，港交所：6823）是由電訊盈科分拆的商業信託，是香港首隻商業信託，於2011年11月底在香港交易所上市。香港電訊信託下資產主要在香港提供固網、流動電話及寬頻服務，業務與電訊盈科前身盈科數碼動力當年收購的香港電訊極為相似，因此被市場人士視為香港電訊的再生，而當中亦不難理解為李氏的財技。
2011年10月12日，電訊盈科舉行股東會，表決通過分拆香港電訊信託上市。電訊盈科表示如果香港電訊信託估值不足286億港元，不會進行分拆。同年11月，香港電訊信託進行公開招股，招股價介乎4.53至5.38元，集資金額為93.02億至 110.47億元。香港電訊信託優先向電訊盈科股東發售最多2.07億合訂單位。其中電盈主席李澤楷合共認購12.49%的合訂單位。
香港電訊信託會以合訂證券的模式上市，每個合訂單位包括一個香港電訊信託單位、一股由託管人經理持有的香港電訊普通股及一股香港電訊特定優先股。
2012年6月，香港電訊信託向Vodacom收購南非通訊公司Gateway Communications。
2013年起，電訊盈科流動通訊品牌由「PCCW Mobile」更改成「PCCW-HKT」（2000年盈動併購香港電訊初期曾稱為「PCCW·HKT」）。然而「PCCW-HKT」品牌使用約一年後因回購CSL而再次停用。
2013年12月20日，香港電訊信託斥資約188.67億元，向Telstra旗下Telstra Bermuda及新世界發展（0017）旗下Upper Start分別收購CSL 76.4%及23.6%股權，包括CSL旗下1010、one2free及新世界傳動網品牌。渣打銀行為香港電訊（06823）提供25億美元（約195億港元）十八個月過渡期貸款用作收購CSL。
2017年2月13日電訊盈科以每股作價10.15元，減持香港電訊信託8.40747億股合訂單位，相當於已發行股份11.1%股權 ，套現
85.34億港元，持股量降至39.35億股，相當於已發行股份約51.97%
2017年8月，於九龍站圓方開設面積達5,200平方呎的「io.t by HKT」概念店。
2020年8月，電訊盈科以19.5億港元的作價向香港電訊出售Now TV。
2025年7月，香港電訊100周年來在各區多個電話亭重現多個歷代香港電訊的商標。

## 主要附屬公司
1. 香港電訊集團控股有限公司－100.00%
2. 香港電話有限公司－100.00%
3. HKT Services Limited－100.00%
4. Hong Kong Telecommunications (HKT) Limited－100.00%
5. 電訊盈科（中国）有限公司－100.00%
6. 香港移動通訊有限公司－100.00%
7. 新移動通訊有限公司－60%
8. 電訊盈科環球業務（香港）有限公司－100.00%
9. Gateway Global Communications Limited－100.00%
10. PCCW Global B.V.（法國）－100.00%
11. PCCW Global, Inc.（美國）－100.00%
12. 電訊盈科環球業務有限公司（迪拜媒體城）－100.00%
13. PCCW Global（Japan） K.K.－100.00%
14. HKT Global（Singapore） Pte. Ltd.（馬來西亞）－100.00%
15. HKT Global（Singapore）Pte. Ltd.（新加坡）－100.00%
16. PCCW Global（Germany） GmbH－100.00%
17. 電訊盈科科技（北京）－100.00%
18. 電訊盈科（青岛）有限公司－55%
19. 電訊盈科（澳門）有限公司－75%
20. 米哈游盈科（亚洲）有限公司－50%
21. 廣州電盈綜合客戶服務技術發展有限公司－100.00%
22. 香港電訊專業客服國際有限公司－100.00%
23. 廣州電訊盈科萃鋒科技有限公司－100.00%
24. 恆通集團（Reach）－50%股權
25. HKT Interactive Media（Now TV Limited）－100.00%
26. Mox－15%
27. Club HKT Limited — 100%

備註：基於2011年電訊盈科集團0008及香港電訊 6823重組後，多數公司控股由母公司電訊盈科0008代為擁有，以上部分資料尚未完全更新，部分亦可能有股權複雜等情形，因此該列表只供參考。

## 業務

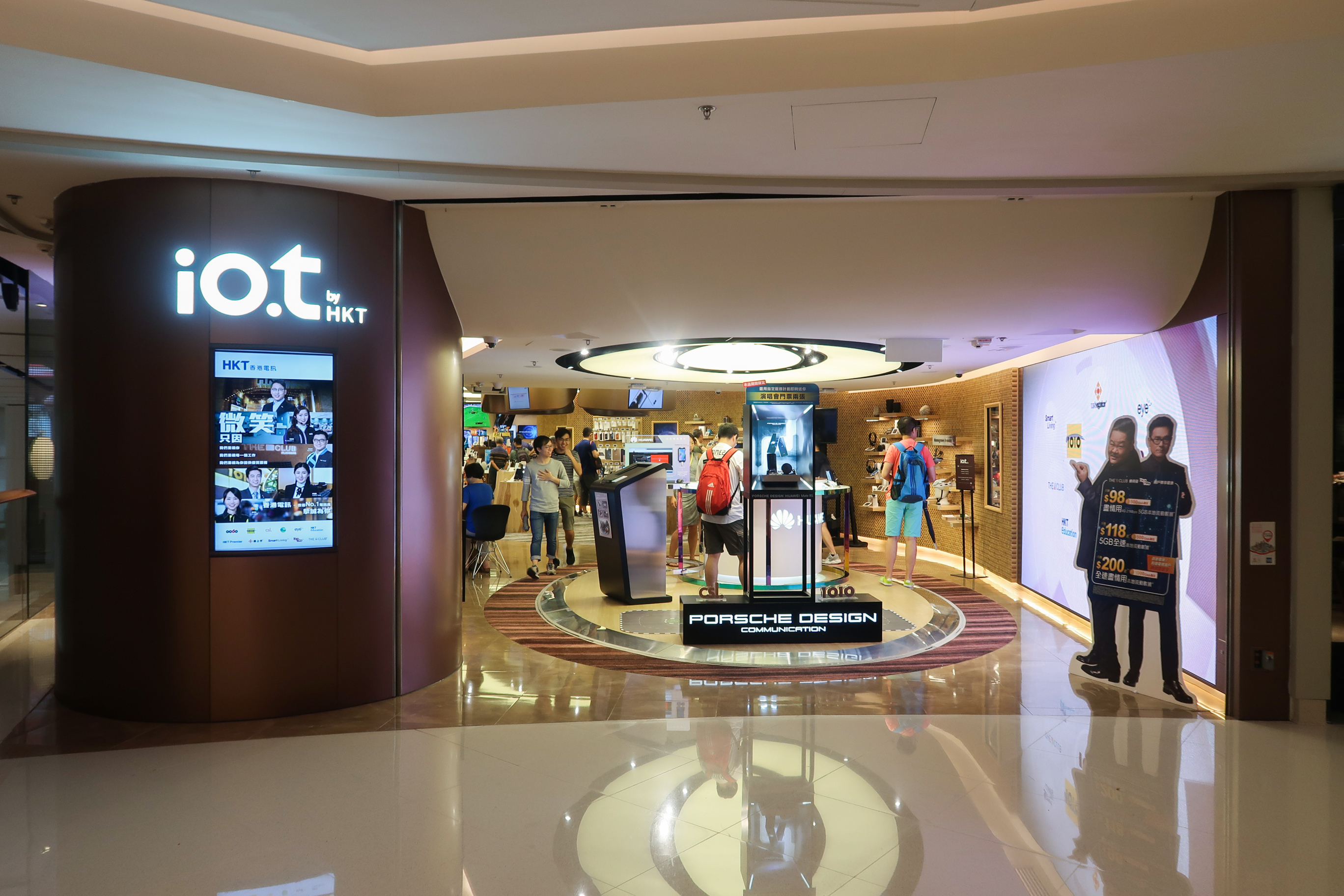
io.t by HKT 在圓方的概念店

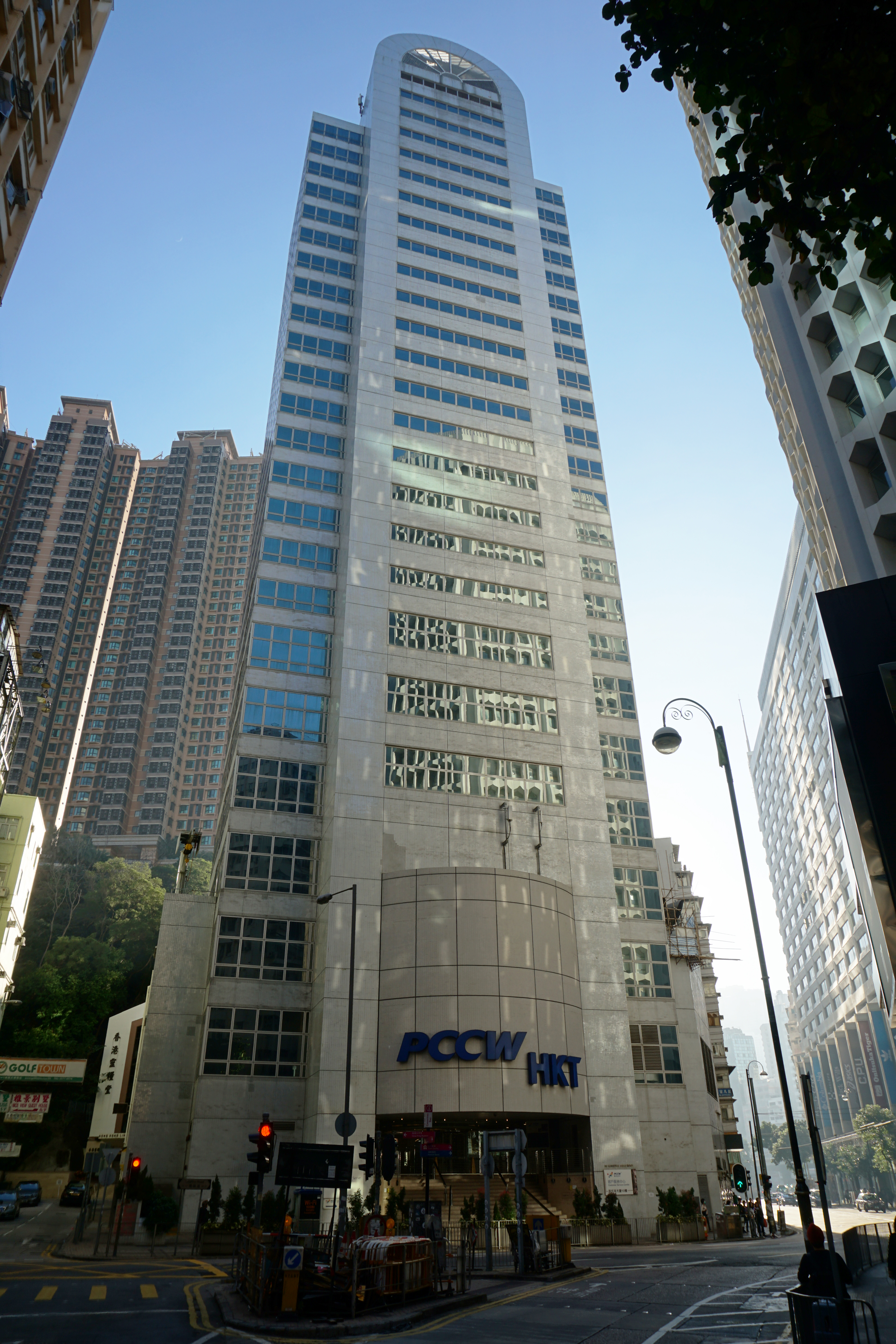
位於香港銅鑼灣禮頓道的香港電訊東區電訊大廈

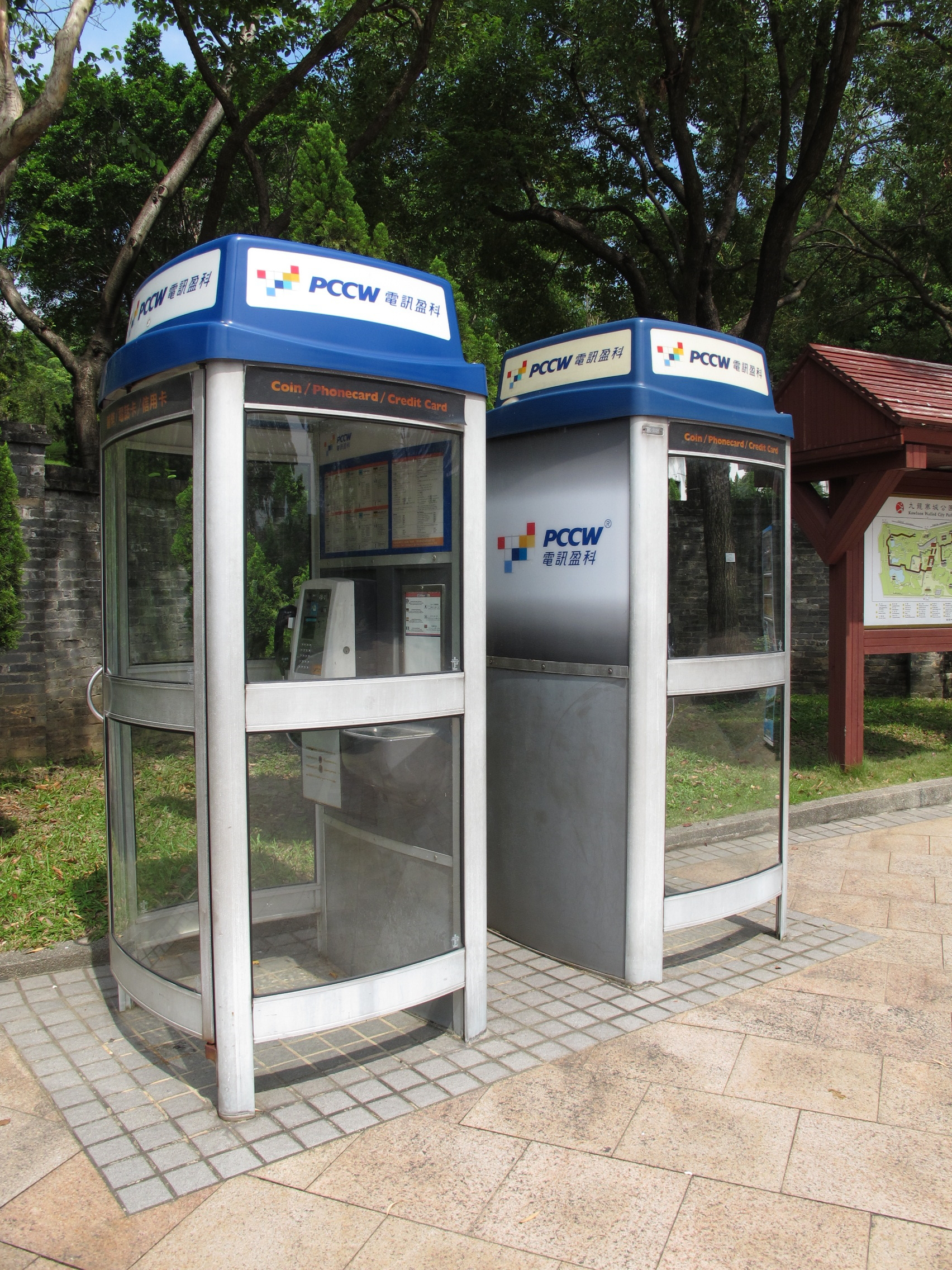
香港電訊電話亭

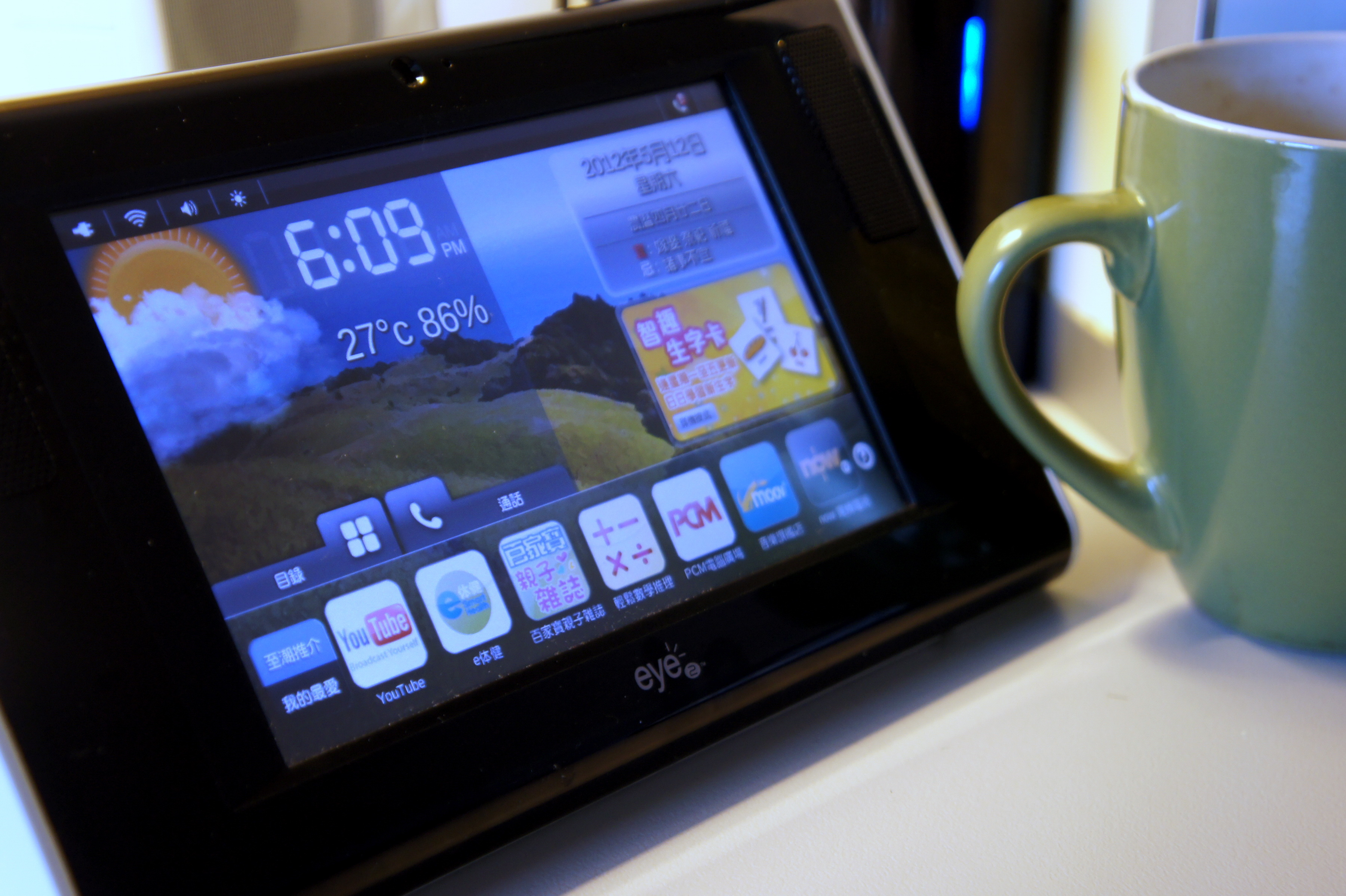
香港電訊 eye2家居平板電腦，7吋輕觸式屏幕正顯示首頁的介面

### 固網電話
香港電訊的固網電話業務是繼承自香港電話有限公司的專營權合約，即使1990年重組香港電訊時，仍保留香港電話有限公司作為牌照持有人，直至1995年，當時的香港政府於7月1日向和記電訊、新電訊、新世界電話三家公司獲發固網電話牌照為止。並因1998年提早交出對外線路與電話服務專營權牌照而容許自1998年起每年的固網電話月費分三年由80元加至110元。2008年，電訊盈科進行內部重組，香港電話的所有業務及資產轉移至香港電訊。

### 流動通訊

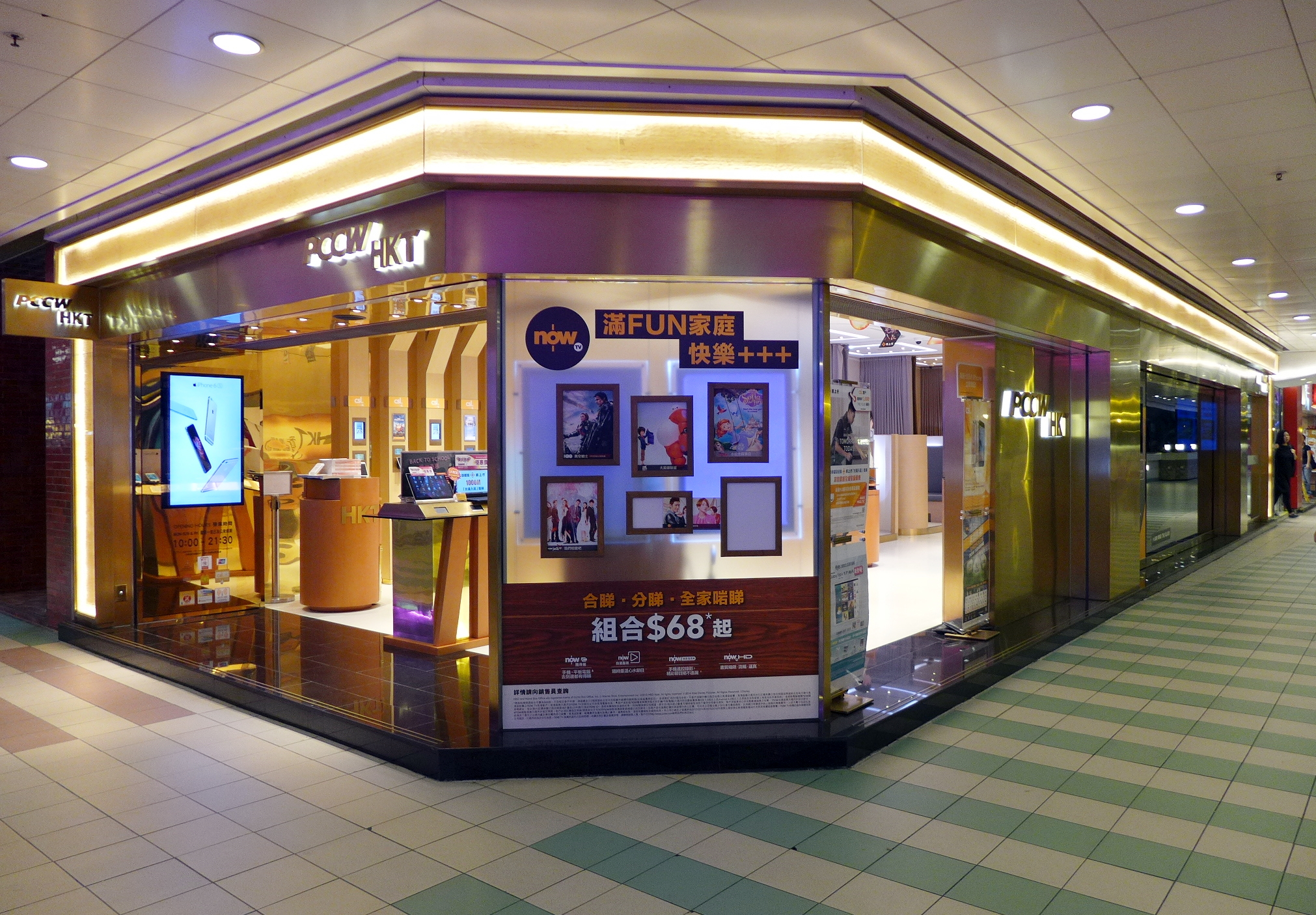
位於香港沙田的香港電訊專門店

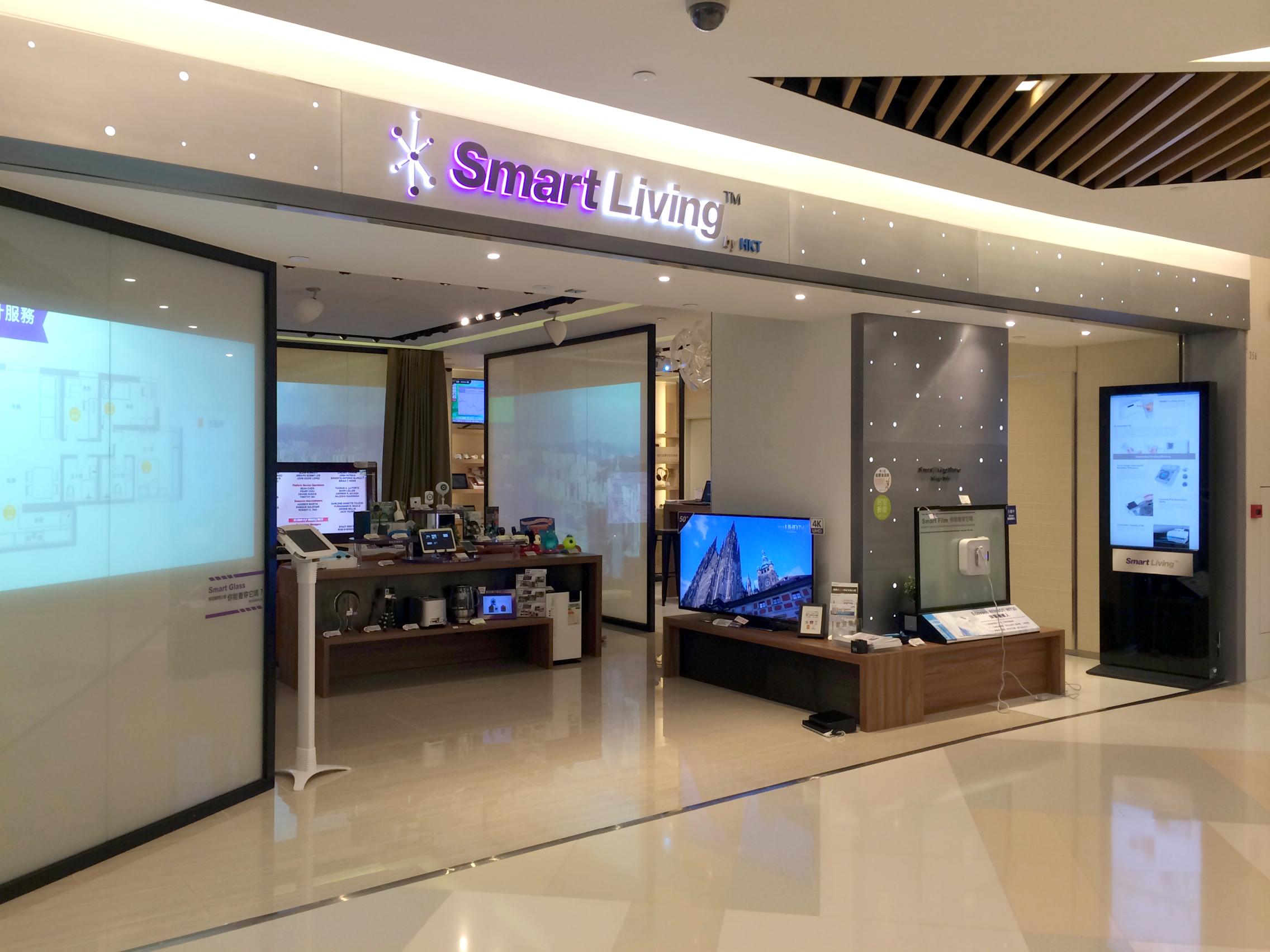
位於沙田HomeSquare的Smart Living Store，展示智能家居服務

香港電訊的流動通訊業務於1983年由當時仍稱香港電話公司的全資附屬公司Communication Services Limited（通訊服務有限公司），簡稱CSL，並推出使用NAMTS的流動電話服務開始，1990年香港電訊重組，CSL易名為香港電訊CSL，1993年7月香港電訊CSL推出GSM 900服務，成為香港第二間推出GSM服務的電話公司，使用品牌名稱1010。1996年使用同一網絡推出One2Free品牌。1997年香港電訊CSL斥資48億港元收購訊聯電信有限公司，令香港電訊CSL擁有TDMA (D-AMPS)和PCS (GSM 1800)牌照，前者以1+1為品牌，後者則與原GSM 900網絡合併成GSM雙頻網絡供1010及One2Free品牌使用。
2001年2月，李澤楷旗下的盈科數碼動力完成收購香港電訊後，將香港電訊CSL 60%股權售予澳洲電訊，並易名為香港流動通訊有限公司，英文名稱則沿用CSL。2002年電訊盈科出售餘下所有股權予澳洲電訊，自此HKT退出了流動通訊市場。
2006年12月15日起，電訊公司SUNDAY在香港交易所和納斯達克停止交易，並把所有資產賣給電訊盈科。2006年12月19日SUNDAY由開曼群島遷冊英屬處女群島，並在2007年1月被清盤。清盤前SUNDAY的主要股東是電訊盈科（79.35%）及華為技術投資有限公司（9.91%）。SUNDAY品牌已於2007年3月26日正式易名為PCCW Mobile 2G。HKT重返了流動通訊市場。
2013年12月20日，香港電訊宣布計劃以24.25億美元（約188.67億港元），收購新世界發展與澳洲Telstra於香港合資的流動通訊業務（即香港移動通訊CSL）。但該項交易須得到香港電訊的股東、主要股東電訊盈科的股東以及香港通訊事務管理局的批准。交易在2014年第一季完成。
2014年5月14日，電訊盈科與香港電訊聯合公布，指後者已於當天完成收購CSL New World Mobility Group Ltd.，並成為香港電訊全屬公司，以及成為電盈的間接非全屬公司。換言之，併合了新世界電訊的CSL重歸HKT旗下。

### 綜合環球通訊服務
香港電訊是由大東電報局(香港)有限公司及香港電話有限公司合併而成，而大東(香港)則擁有對外電話及電報線路和服務的專營牌照，故1988年合併時，與固網電話業務一樣使香港電訊成為香港唯一對外通訊服務提供者。1995年7月1日香港政府開放自1975年開始的二十年專營權的固網電話服務，並著手收回於1981年開始，由香港國際電訊有限公司專營的25年對外電訊線路及服務牌照，但礙於九七將至，談判至1998年1月20日才簽訂協議於同年3月31日交出香港國際電訊牌照及對外線路與電話服務專營權牌照，於1999年及2000年元旦開放IDD服務及設施市場，至於因提早交出於2006年9月30日到期的專營權賠償，經1998年2月27日經臨時立法會財務委員會以67億元補償。

#### 恒通（Reach）
電訊盈科（0008）與澳洲電訊（Telstra）各佔一半股權的海底光纜公司恒通（Reach）是2001年電盈及澳電將其國際數據業務注入而成立。後來由於海底光纜市場經營困難，市場需求疲弱，令公司自2003年下半年起轉盈為虧，截至2004年底12個月虧損27.4億美元，公司更多次債務重組，兩大股東2004年便曾購回恒通債務。公司自2002年4月裁員229人，在2003年再裁250人，並有66人自願離職。恒通（Reach）亦2004年前宣布撤出數據傳輸服務市場，不再為電盈及澳電以外的客戶提供服務後，不再對外提供銷售服務；而且2011年重組分家安排 香港電訊附屬公司PCCW Global將受惠於Reach的重組安排，令效率得以提升，從而加強該公司在國際傳輸服務市場的競爭力。這次重組包括RNAL光纜系統的直接擁有權、更佳及更多的傳輸據點，以及額外地面站及衛星覆蓋以支援不同應用。此外，PCCW Global覆蓋全面的環球話音網絡及IPv6數據網絡的能力，亦會透過今次重組而提升；基本可說是逐步資產轉到PCCW GLOBAL名下直接控制；而恒通（Reach）則維持法律存在以便一些合約能維持直至更新。

#### PCCW Global 電訊盈科環球
電盈於2005年再次成立本身的國際業務部門,重新成立國際數據批發業務團隊;將旗下的香港電訊國際商業市務部門與其全資附屬的美國機構BtN Access Inc.（Beyond the Network）整合，組成新的環球業務業務單位，稱為「PCCW Global」（電訊盈科環球）。PCCW Global的總部設於美國弗吉尼亞州赫恩登市及香港，分別在歐洲、亞洲及美洲駐有專業人員，透過旗下覆蓋超過60國家及地區的國際話音及數據通訊設施，為企業、電訊商及服務供應商提供國際專線、異步傳輸、幀中繼、IP網絡及Hosted PBX通訊等服務方案。PCCW Global是香港電訊的業務單位之一；而香港電訊是全港最大的綜合電訊商，以及亞洲領先的資訊及通訊科技公司之一。2012年，向Vodacom收購南非通訊公司Gateway Communications;並整併在PCCW Global名下.

### 寬頻互聯網
香港電訊的互聯網相關服務由1996年成立的香港電訊IMS之下的Netvigator網上行為名推出上網服務，開始時以撥號連線形式提供互聯網連接服務，後期以ATM及ADSL寬頻為主。1998年推出首個提供附帶「互動電視 iTV」的1.5Mb寬頻上網服務，1999年推出ADSL網絡寬頻上網服務，是香港用戶數量最多的互聯網服務供應商(ISP)，故網上行在未有第二類互連規管時，藉著母公司的ADSL網絡，使其用戶數量及覆蓋率居於首位。這情況在開放第二類互連後亦未改變。

#### 收購
1998年11月23日香港電訊IMS有限公司宣佈收購星光國際網絡，香港電訊管理局於同年12月23日宣布根據香港星光國際網絡有限公司所持的牌照一般條件第3條，批准上述交易，但需要遵守新加入的禁止濫用主導地位及不得在香港電訊IMS的業務運作中，進行不公平的互相補貼條款，作為交易限制。

## 過往業務「電訊堡」

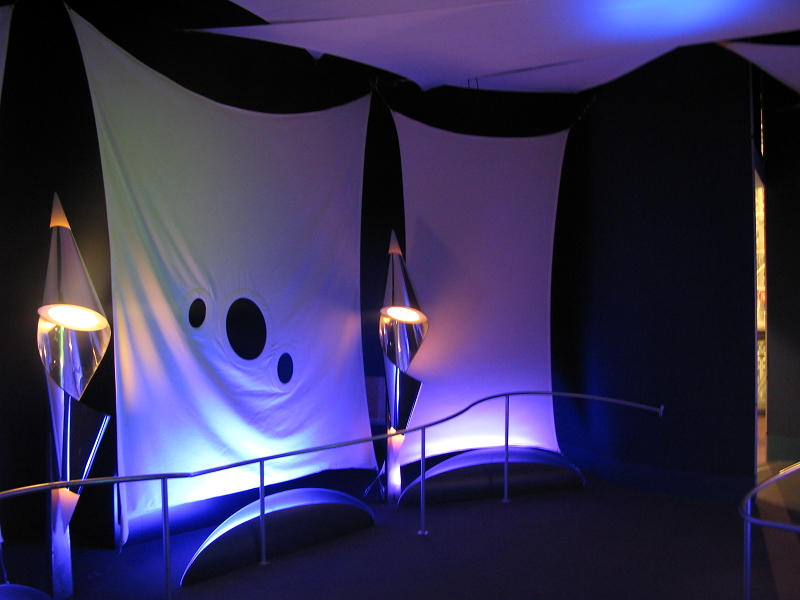
香港科學館電訊廊「無限領域」

電訊堡是由香港電訊在1994年發展的主要項目之一。整個展館耗資一億港元建設並且在1995年10月正式落成，整個展館樓高三層，合共4,000尺，並且分為七個不同主題的展廊，展示人類過去至現今的通訊科技發展。參觀者更可透過33台電腦、18種不同類型的互動遊戲及12項不同類型的視聽設備，讓參觀者可以透過操作及觸摸不同類型的展品。深切了解過去、現今及未來的通訊科技發展。為了增強視覺效果，整個展館設計大部分採用了三維立體效果，讓參觀者置身於未來世界。展館由MET Studio負責製作及設計。但礙於展館只限預約參觀，再加上展覽館由商業機構贊助氣氛十分冷淡，因此知名度偏低。電訊堡最終在1998年結業，小部份展品贈送給臨時市政局後，便在2005年擺放於香港科學館電訊廊內展出。然而，只有展廊「無限領域」仍完整保留電訊堡的設計。

## 外部連結
- 香港電話有限公司
- 香港電話號碼分類
- 香港移動通訊
- 香港電訊網頁（页面存档备份，存于）
- 香港電訊信託與香港電訊有限公司招股章程